# Église Saint-Pierre de Dompierre-sur-Authie
Pour les articles homonymes, voir Église Saint-Pierre.
L’église Saint-Pierre est une église catholique située à Dompierre-sur-Authie, à la limite nord-ouest du département de la Somme, en France.

## Historique
L'église Saint-Pierre de Dompierre-sur-Authie a été reconstruite au début du XVIe siècle, avant 1513 par André de Rambures, seigneur du lieu.
Elle fait partie des 18 sites emblématiques du Loto du patrimoine 2020.

## Caractéristiques
Construite en pierre, l'église comporte trois nefs d'égales hauteurs avec transept et chœur à abside polygonale. Le clocher quadrangulaire massif est coiffé d'un toit en dôme surmonté d'un clocheton.
L'église de Dompierre-sur-Authie conserve un certain nombre d'objets protégés au titre des monuments historiques :
- statue d'une Vierge à l'Enfant en bois polychrome du XIVe siècle. La Vierge tient dans la main une poire, ce qui est exceptionnel ;
- statue de saint Pierre assis en bois polychrome ;
- statue de sainte Catherine en bois, tenant un livre ;
- statue de Christ en croix (Christ en argent, croix en écaille) du XVIIe siècle;
- retable avec statuette de sainte Catherine et deux panneaux sculptés représentant des Abbés prémontrés bénissant du XVIIe siècle, provenant de l'abbaye Saint-Josse de Dommartin ;
- datant du XIXe siècle, des bancs en bois, statues de saint Antoine, saint Éloi, saint Pierre, une statue d'évêque bénissant, des fonts baptismaux[4].

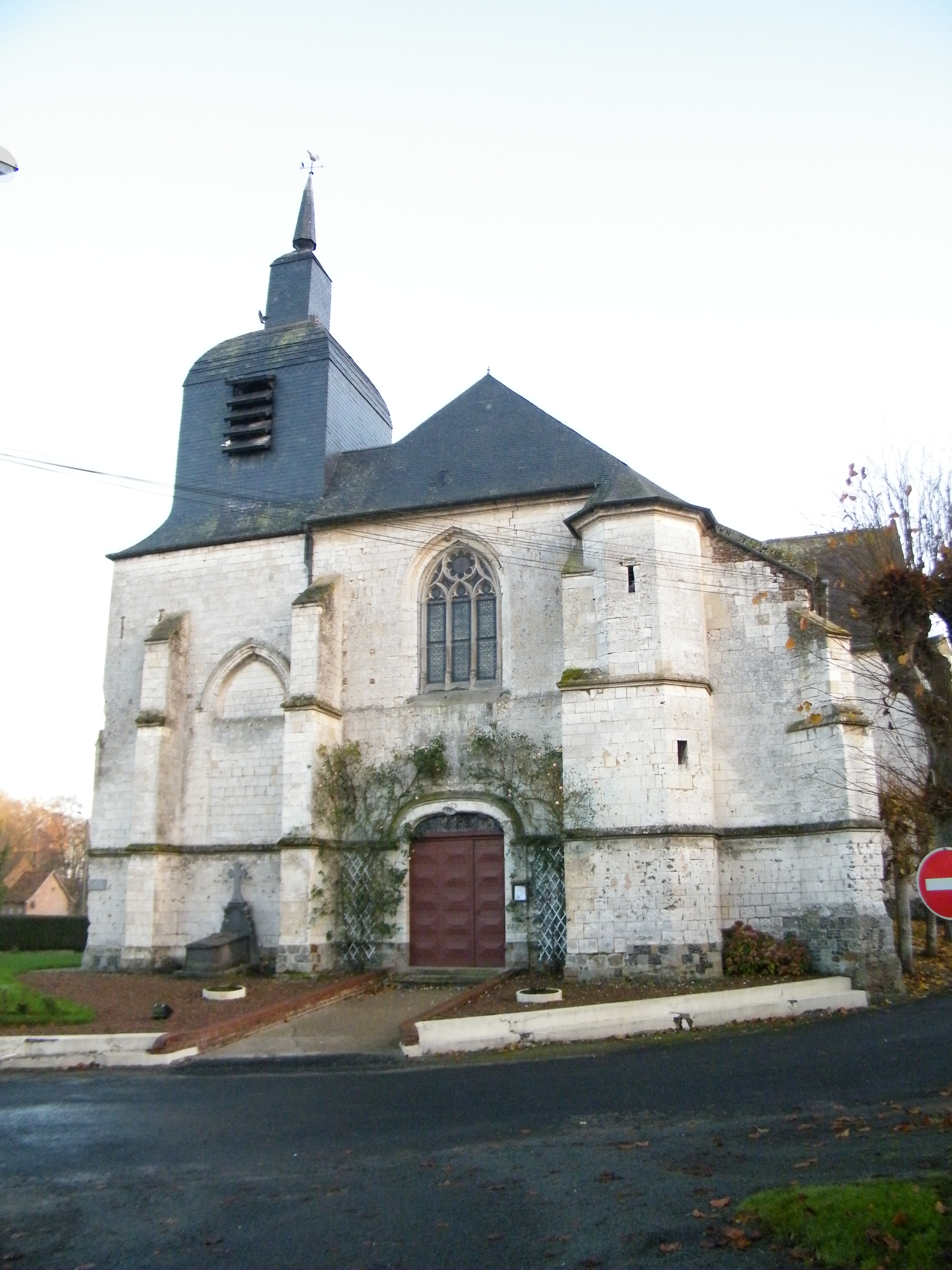
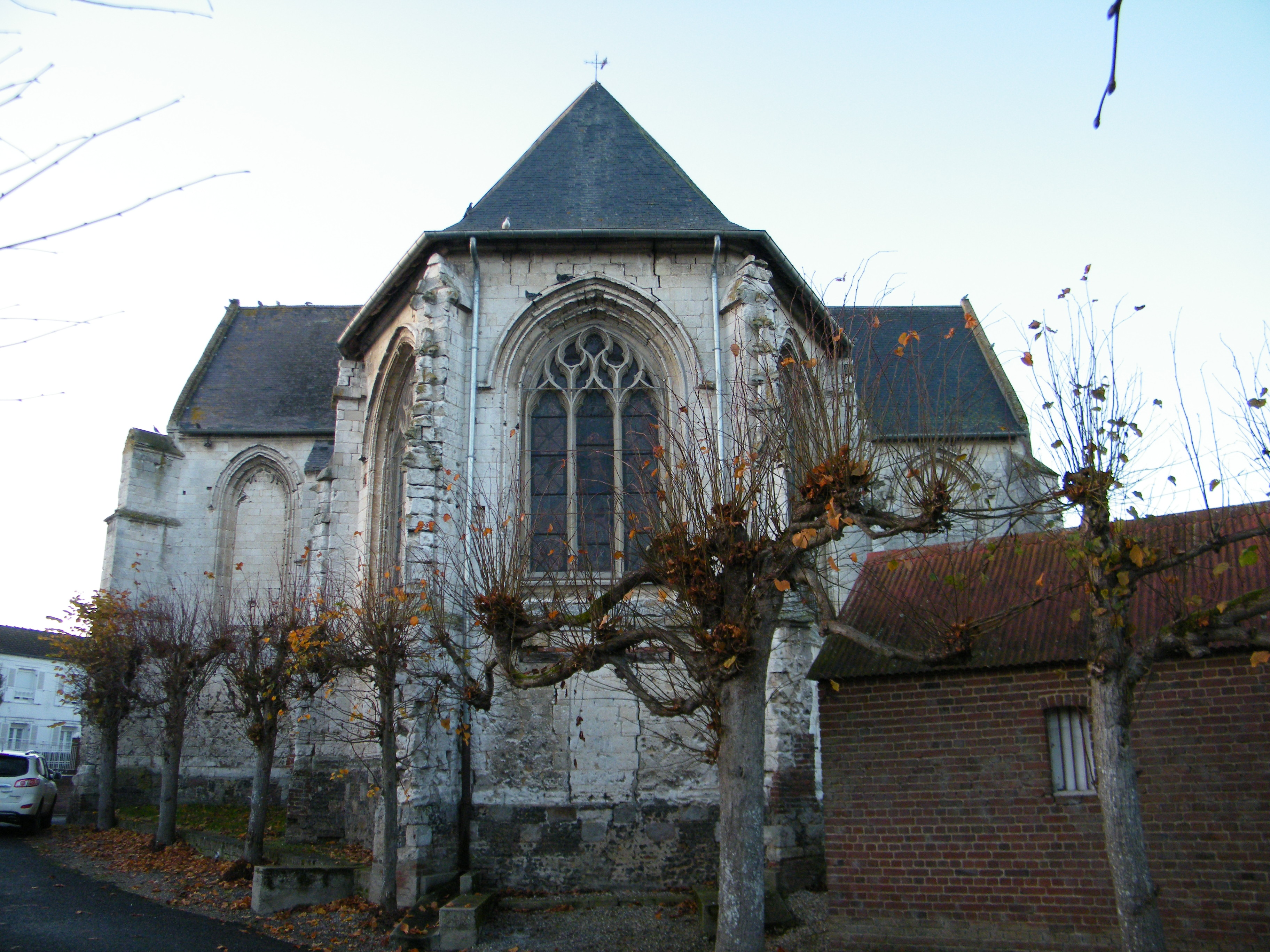
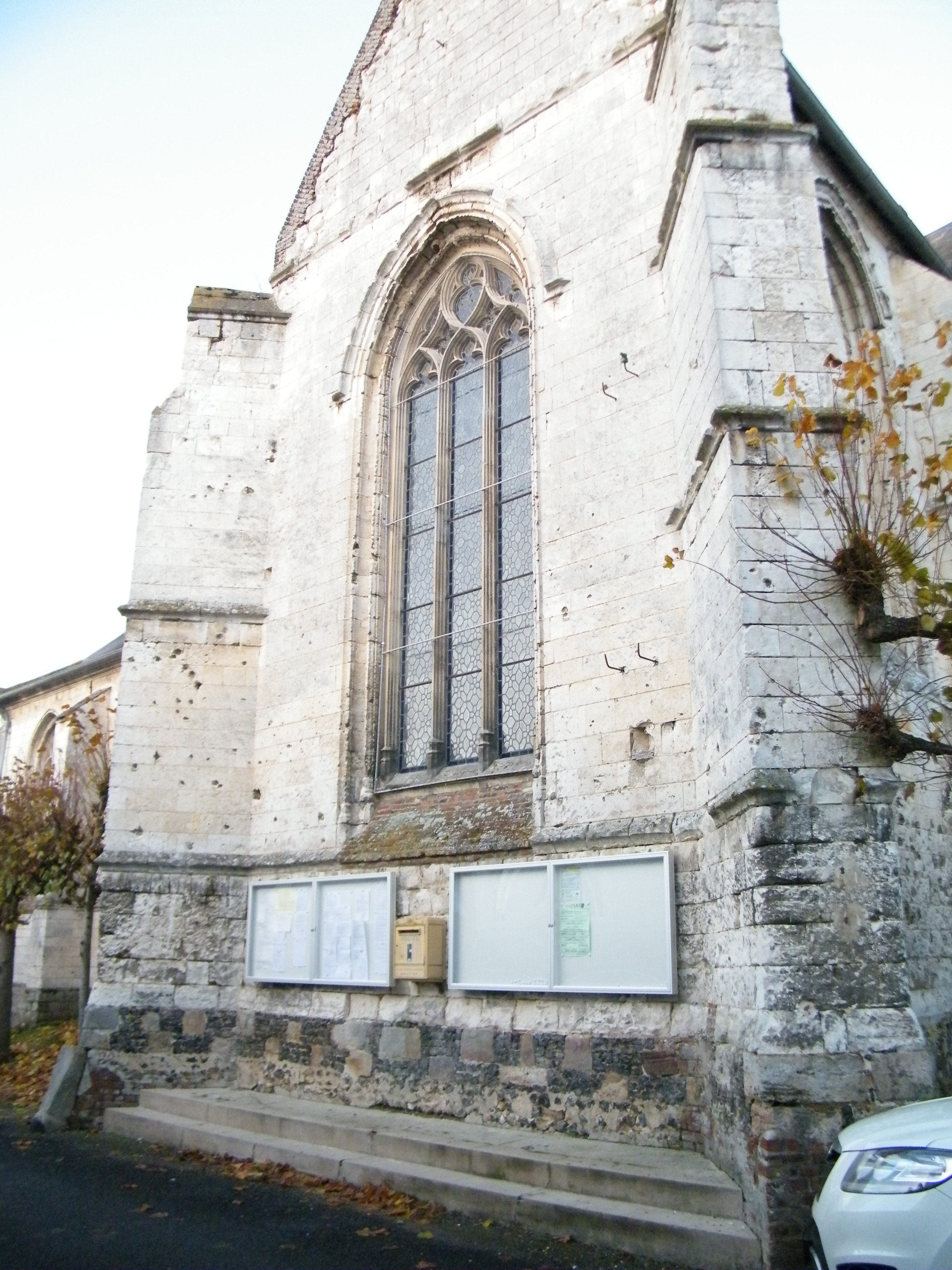